# Wasserturm Hamburg-Bergedorf

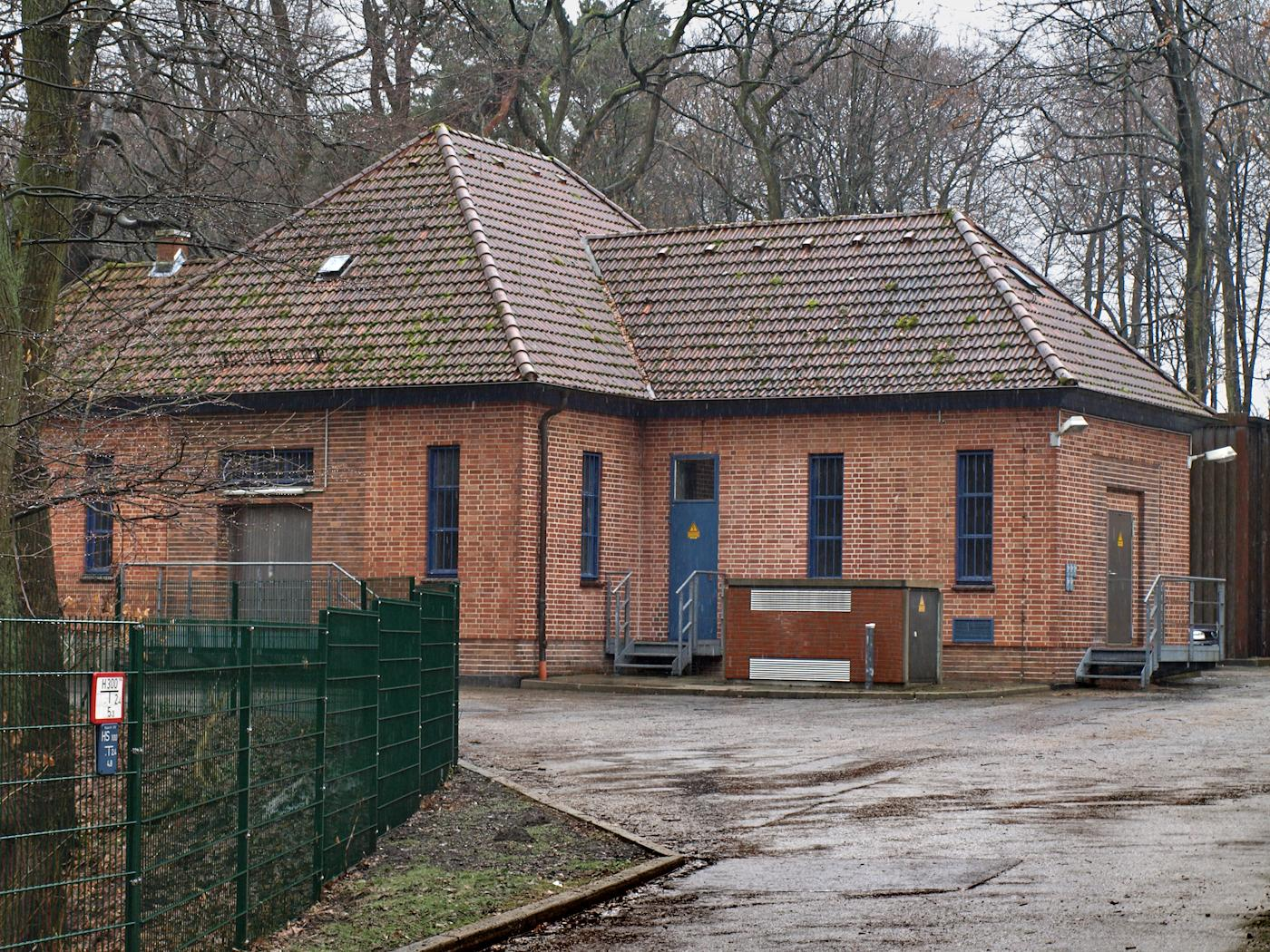
Betriebsgebäude am Turm

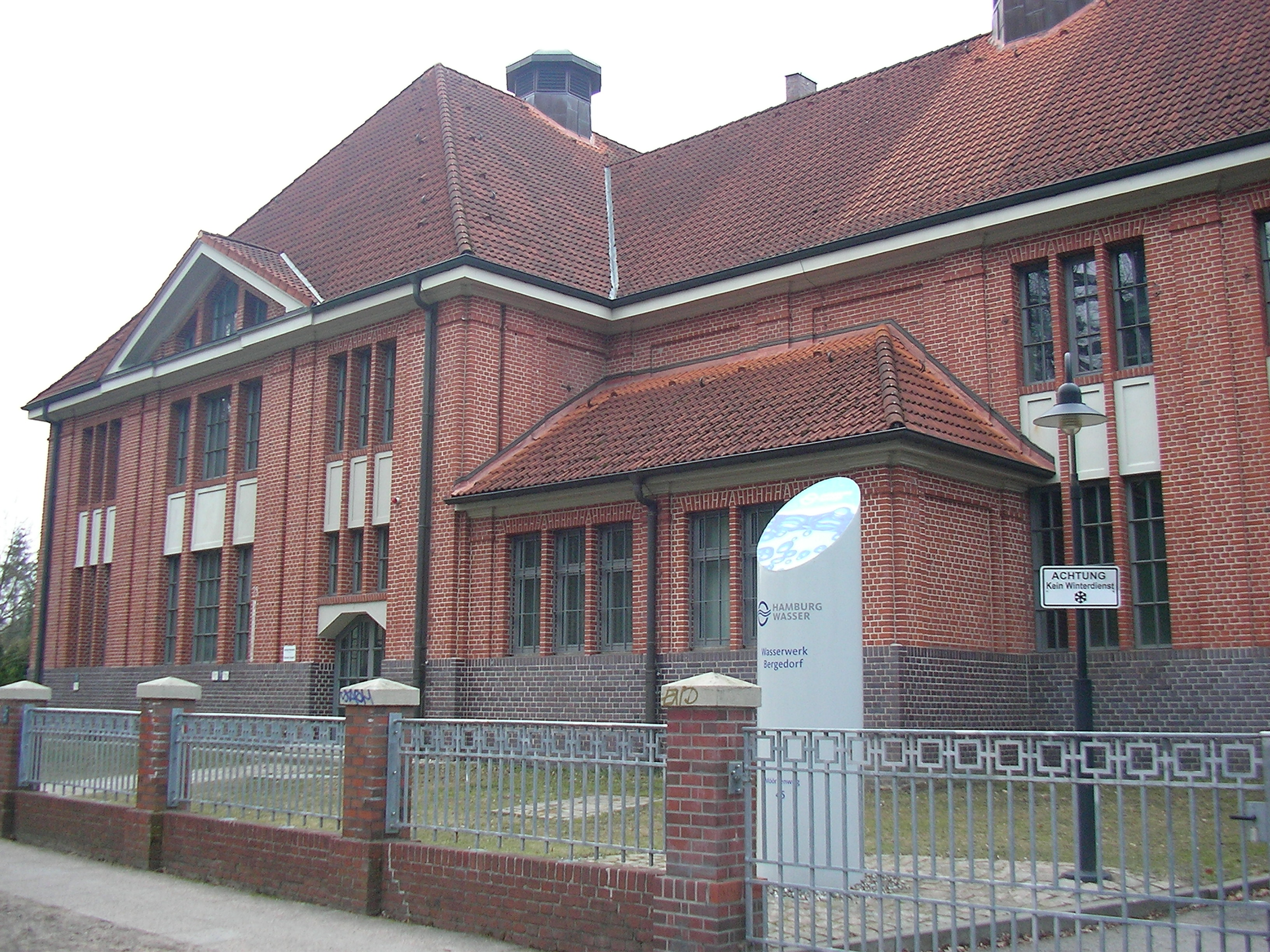
Wasserwerk Bergedorf im Billtal

Der ehemalige Wasserturm von Hamburg-Bergedorf steht am Rande des Villenviertels auf dem Pfingstberg, einer Anhöhe oberhalb der Bille. Die Gebäude des Luisen-Gymnasiums verdecken den 31 m hohen Turm zum großen Teil, so dass vom Wohngebiet aus nur seine Spitze zu sehen ist.

## Bauwerk
Der Turm wurde nach einem Entwurf des Bergedorfer Stadtbaumeisters Carl Friedrich Dusi im Jahr 1903 errichtet. Der Baustil ist charakteristisch für den Historismus.
Der Schaft besteht aus Backsteinmauerwerk und verjüngt sich nach oben. Ein neoklassizistisches Eingangsportal mit Rustikadekor dominiert das Erdgeschoss. Es ist übergiebelt und trägt im Giebelfeld das Bergedorfer Wappen. Die beiden darüber liegenden Stockwerke sind optisch durch einen Backsteinfries voneinander getrennt. Unterhalb des Behälterbereichs befindet sich ein weiterer Fries aus Backsteinkonsolen mit verputzten Blenden.
Der Turmkopf kragt recht deutlich vor und besteht im Unterschied zum Schaft aus weiß angestrichenem Beton. Ein Kranz schmaler Fenster sorgt für die Belichtung. Stuckartige Elemente bilden Bögen über den Fenstern, die durch Zierformen ergänzt werden.
Das unvollständig kuppelförmige Dach ist schiefergedeckt. Es endet mit einer Aussichtsgalerie, die von einem schmiedeeisernen Geländer eingefasst wird. Eine Laterne ermöglicht den Zugang zur Galerie.
Im Innern des Turms führt eine Treppe an der Außenwand des Schafts entlang nach oben bis zum Tropfboden. Darüber, im Innern des Kopfes, befindet sich der ursprünglich 230 m³ Wasser fassende Intze-1-Behälter. Ein Innenzylinder im Zentrum des Behälters enthält eine Wendeltreppe, über die man durch den Behälter hindurch zur Aussichtsgalerie gelangen kann.
→ Näheres zu den Behälterformen siehe Hauptartikel Wasserturm

## Geschichtliches zur Wasserversorgung von Bergedorf
Seit Bergedorf ab 1876 von Hamburg verwaltet wurde, siedelten sich viele Hamburger als Neubürger in Bergedorf an. Die zentrale Wasserversorgung im Ort begann ab 1885 mit der Inbetriebnahme eines Wasserwerks an der Bille. Zunächst wurde das Flusswasser genutzt und grob gefiltert. Man pumpte es mittels einer Dampfmaschinenpumpe in einen 600 m³ fassenden Hochbehälter auf dem Pfingstberg, um für gleichmäßigen Druck zu sorgen.
Die Qualität des Flusswassers ließ aber zu wünschen übrig, so dass 1899 zwei Tiefbrunnen gebohrt wurden. Deren recht eisenhaltiges Wasser lief durch eine Enteisenungsanlage und zeigte dann einwandfreie Qualität. Leider reichte der durch den Hochbehälter verursachte Wasserdruck für höher gelegene Häuser nicht aus. Die Stadt befürchtete auch Löschwasserprobleme im Brandfall. Der Magistrat beschloss daher, neben dem Hochbehälter einen Wasserturm zu bauen. Der Turm, der 1903 in Betrieb ging, sollte gleichzeitig als Aussichtsturm dienen. Das Angebot wurde von der Bevölkerung aber kaum angenommen, so dass noch vor dem Ersten Weltkrieg die Aussichtsgalerie nicht mehr öffentlich zugänglich war.
Von 1929 bis 1931 entstand unmittelbar vor dem Wasserturm das Luisen-Gymnasium. Der von Fritz Schumacher entworfene Schulbau verdeckte den Turm fast vollständig. Das verdeutlicht die Geringschätzung des wilhelminischen Baustils in der Zeit des Neuen Bauens.
1973 wurde der Bergedorfer Wasserturm zeitgleich mit dem Wasserturm im benachbarten Lohbrügge stillgelegt. Moderne Pumpanlagen hatten Wassertürme zur Aufrechterhaltung eines konstanten Wasserdrucks überflüssig gemacht. Der Hochbehälter neben dem Bergedorfer Turm musste in den 1990er Jahren einer Schulerweiterung weichen.
Das 1899 errichtete und mehrfach modernisierte Grundwasserwerk an der Bille ist weiterhin in Betrieb. Seit 1938 gehört es den Hamburger Wasserwerken. Es versorgt den Raum Reinbek, Wentorf und einen Teil von Bergedorf mit Trinkwasser.

## Denkmalschutz und Umnutzung
Pläne zur Umnutzung des Gebäudes für soziale Zwecke scheiterten am abgelegenen Standort und an den hohen Kosten für Umbau und Unterhaltung. Der Turm wurde daher zum Verkauf angeboten und 1983 von einer Privatperson erworben. 1986 stellte die Kulturbehörde das Bauwerk unter Denkmalschutz.
Der neue Eigentümer baute den Turm unter Berücksichtigung der Denkmalschutzauflagen zu einer Wohnung um. Wider Erwarten musste dabei der Turmkopf vollständig erneuert werden. Der Wasserbehälter ist nach wie vor erhalten. In den Innenzylinder wurden Türen eingeschnitten, so dass im Behälter zwei halbkreisförmige Räume eingerichtet werden konnten.

## Galerie

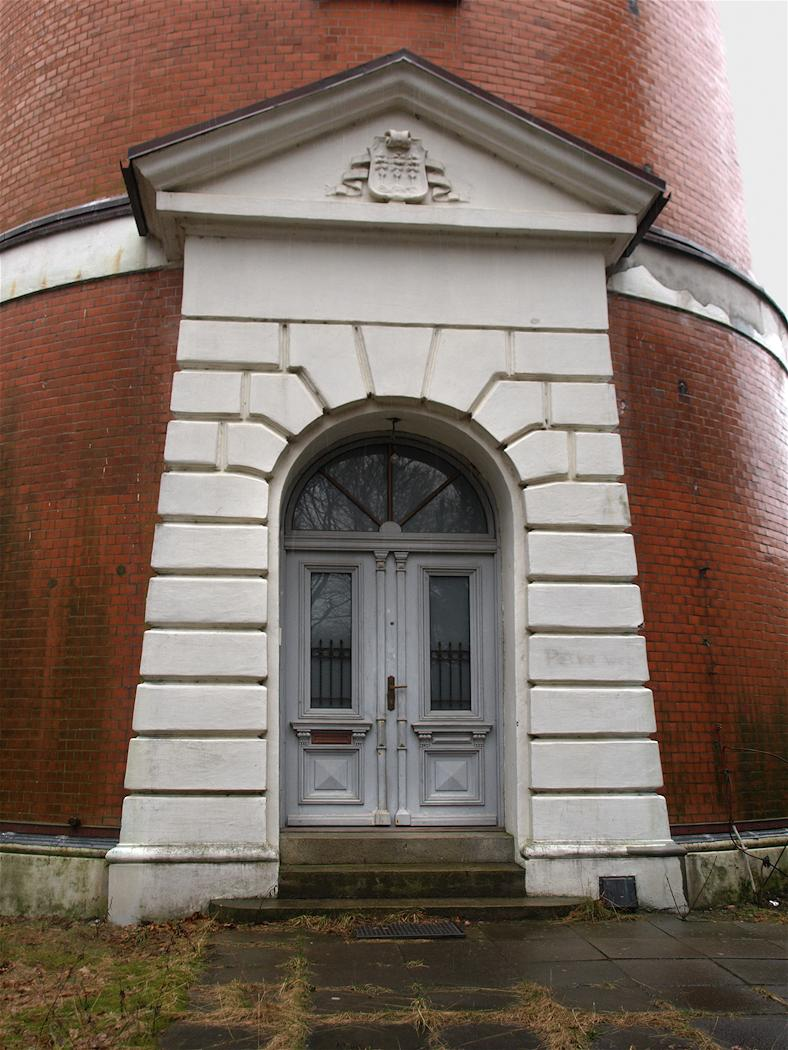
Eingangsportal des Turms mit Bergedorfer Wappen
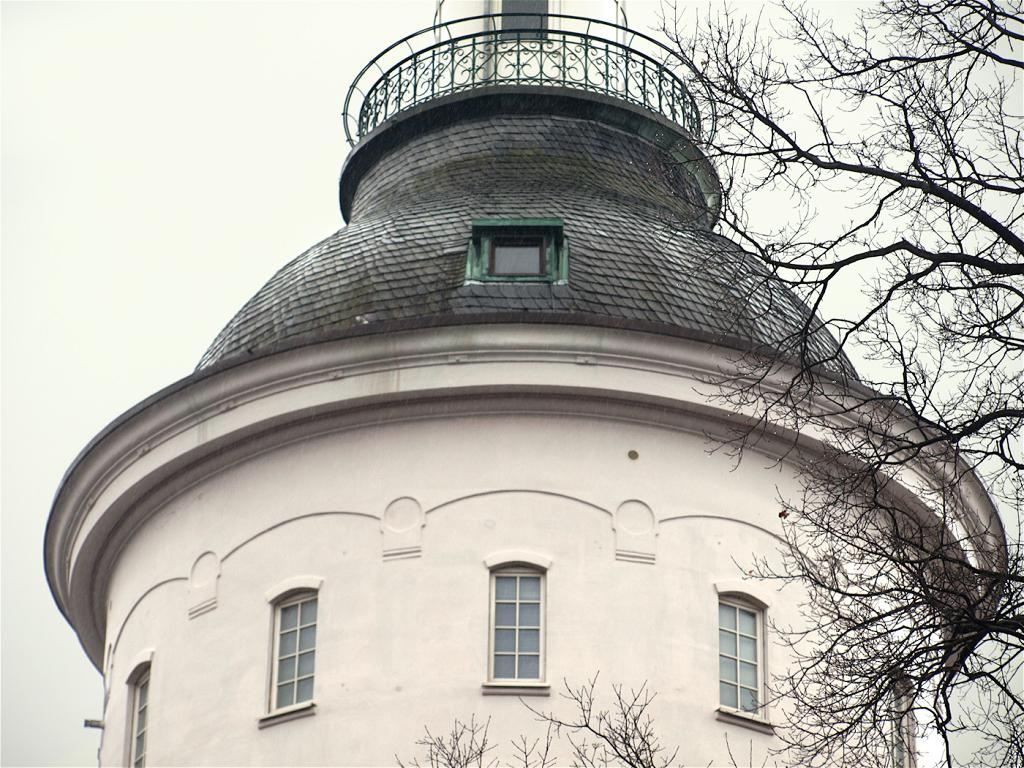
Turmkopf mit Stuckformen und schmiedeeisernem Geländer
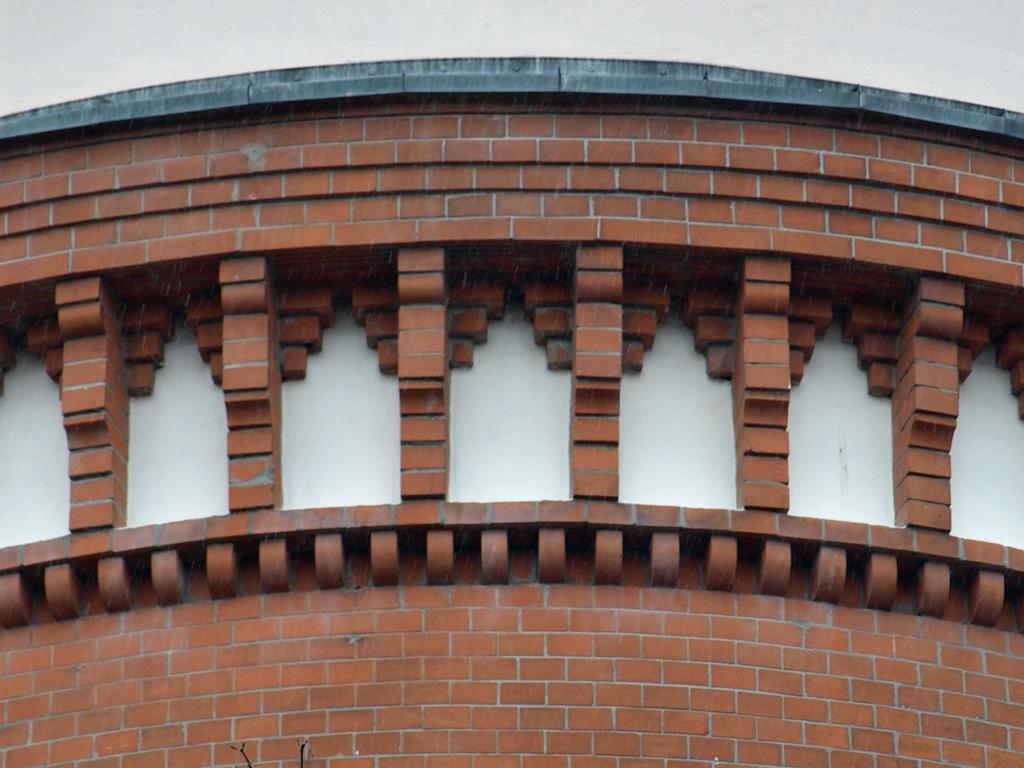
Ziermauerwerk mit Putzblenden unterhalb des Behälterbereichs